# La Piara
La Piara es una empresa española dedicada a la fabricación y comercialización de patés y cremas saladas untables. Fundada en 1923 en Manlleu (Barcelona), desde 2015 pertenece a la sociedad Adam Foods, heredera del Grupo Nutrexpa.

## Historia
En 1923 un grupo de industriales barceloneses, encabezados por Jaime Castell Molas y Pablo Roqué, fundaron en Manlleu (Barcelona) España la razón social Productos Selectos del Cerdo, SA, más conocida por la marca La Piara, empresa originalmente dedicada a la fabricación de embutidos (como fuet y salchichón de Vich) y conservas de carne (como fuagrás de hígado de cerdo),
En los años ochenta la empresa –que en 1985 cambió su razón social a La Piara, SA– ocupaba posiciones hegemónicas en el mercado español: el 75% en patés y el 30% en fuagrás. En febrero de 1988, tras la muerte del consejero gerente Jaime Castell Lastortras, el grupo alimentario catalán Nutrexpa adquirió el 99% del capital de La Piara. Ese mismo año comenzó su internacionalización con la apertura de una planta en México, donde se inició la elaboración de patés de pescado. En 1990 adquirió la empresa Jamón Aneto, SA, con fábrica en Artés (Barcelona), España. Dedicada a la producción de jamones, embutidos y sopas preparadas.

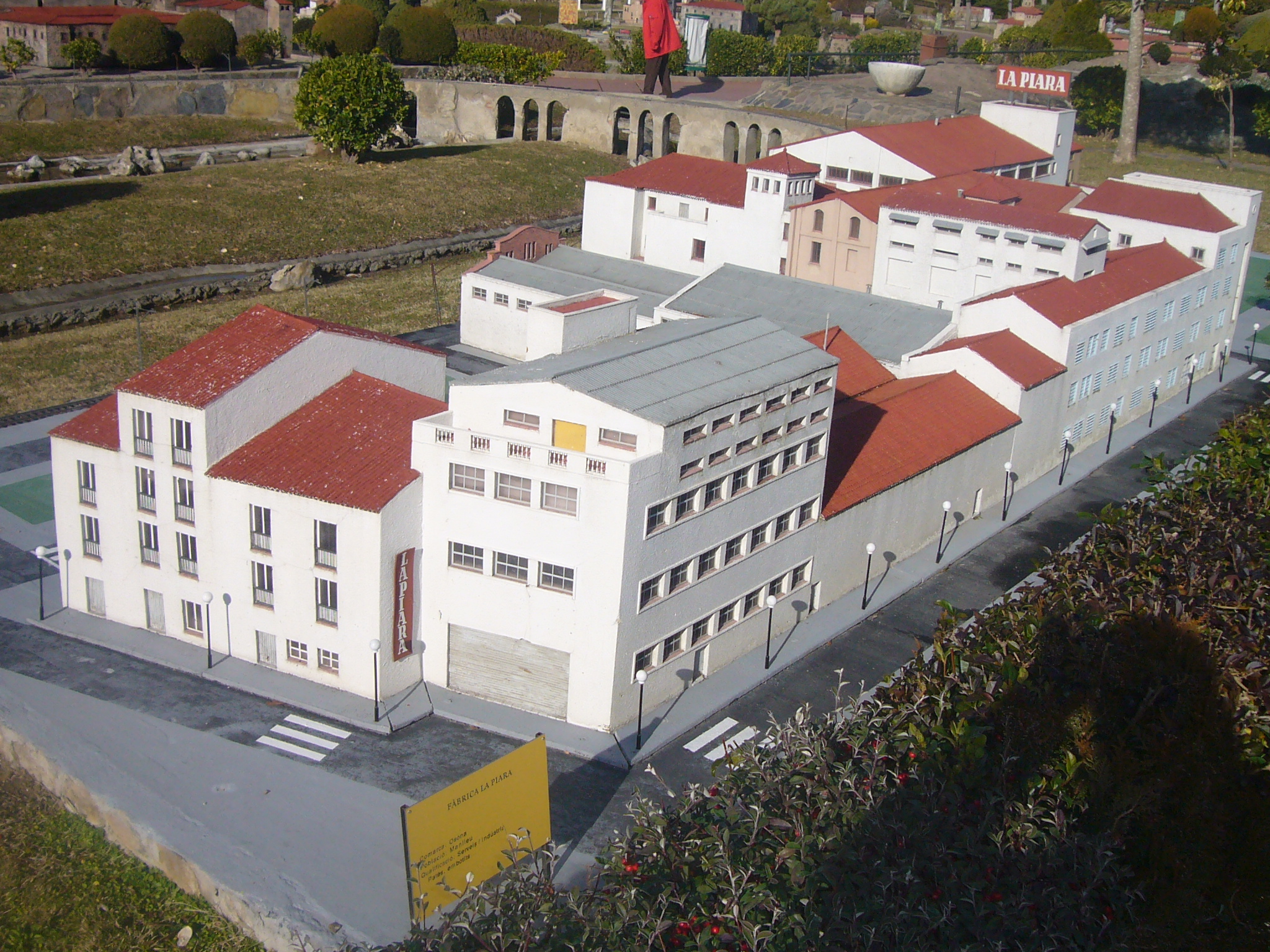
Maqueta de la antigua fábrica de La Piara de Manlleu.

En 2003 La Piara dejó sus históricas instalaciones en el núcleo urbano de Manlleu y trasladó su actividad a una nueva fábrica, en el polígono la Comella, dentro del mismo término municipal, el mayor centro de producción de patés de Europa.
Líder en su sector en España, en 2007 facturó 70 millones de euros, pero debido a la crisis económica la facturación descendió a la mitad en 2013. En 2009, 2010 y 2011 presentó ERE temporales para sus trabajadores. Tras la segregación de Nutrexpa, en enero de 2015 La Piara pasó a formar parte de Adam Foods.

## Marca y productos
Bajo la marca La Piara comercializa distintas gamas de patés, entre las que destacan Tapa Negra. En 2006 lanzó al mercado la marca Bocadelia, especializada en rellenos para sándwich. A través de su filial Aneto comercializa caldos y sopas preparadas.

## Presencia internacional
La marca está presente también de forma local en Portugal y en Chile con filiales propias.
La marca forma parte del Foro de Marcas Renombradas Españolas.